# Kevin Andrews (homme politique)
Pour les articles homonymes, voir Kevin Andrews et Andrews.
Kevin James Andrews, né le 9 novembre 1955 à Sale (Victoria) et mort le 13 décembre 2024, est un homme politique australien.

## Biographie
Le 23 décembre 2014, Kevin Andrews succède à David Johnston au poste de ministre de la Défense.